# Het Firmament

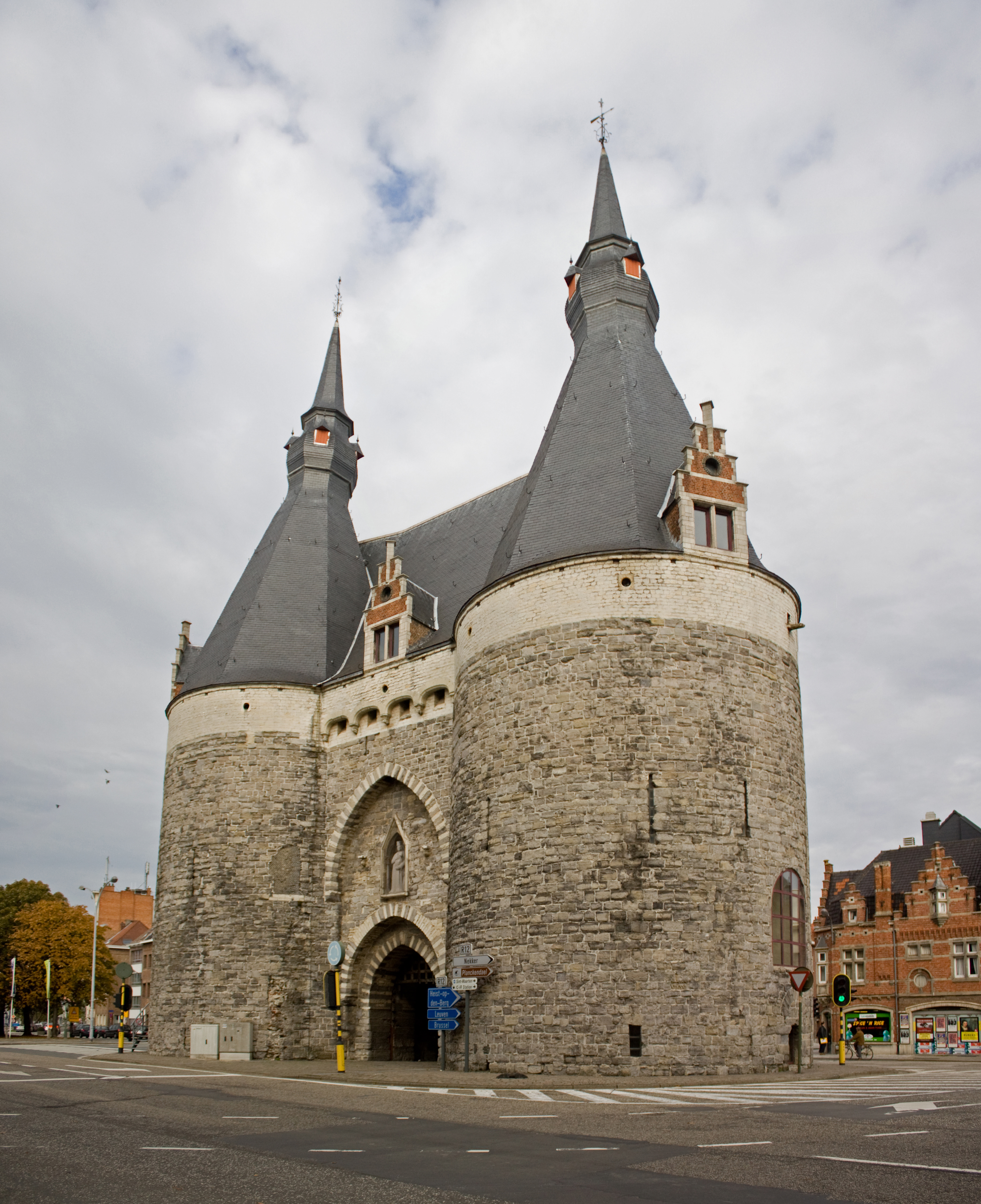
De locatie van Het Firmament: Brusselpoort, Mechelen

Het Firmament was tot 2019 het landelijk expertisecentrum voor het cultureel erfgoed van de podiumkunsten in België. Vanaf 2019 ging Het Firmament in een fusie met Resonant (expertisecentrum voor muzikaal erfgoed) verder als CEMPER.

## Historiek
- 1968 - De Centrale voor Poppenspel
- 2002 - Het Firmament vzw, (t)Huis voor poppen-, figuren-, en objectentheater
- 2009 - Landelijk expertisecentrum voor figurentheatererfgoed
- 2012 - Landelijk expertisecentrum voor het cultureel erfgoed van de podiumkunsten

### 1968 - De Centrale voor Poppenspel
Het Firmament is ontstaan uit De Centrale voor Poppenspel, een vereniging die het poppen-, figuren- en het objectentheater bevorderde. De Centrale werd opgericht in 1968 door pionier Jef Contryn en vormde een koepel voor De School voor Poppenspel en de plannen om ooit een poppentheatermuseum op te richten.
De School voor Poppenspel startte officieel in oktober 1970 en vestigde zich in 1974 boven het Mechels Stadspoppentheater, dat nu DE MAAN heet. De School organiseerde avondcursussen speeltechnieken en maakcursussen voor poppen. Jef Contryn was de initiatiefnemer, zijn zoon Louis Contryn de eerste directeur.
De School heeft een duidelijke invloed uitgeoefend op de ontwikkeling van figurentheater, dat in 1993 officieel erkend werd als een podiumkunst. Honderden beoefenaars van het medium volgden de cursussen van De School, waaronder verschillende poppenspelers van professionele gezelschappen. Bovendien creëerde De School een platform waar verschillende spelers elkaar ontmoetten en er nieuwe initiatieven ontstonden.

### 2002 - Het Firmament vzw, (t)Huis voor poppen-, figuren-, en objectentheater
In 2002 wijzigde de structuur en kwam de klemtoon meer en meer op het waardevolle erfgoed van het medium figurentheater te liggen. De naam veranderde in Het Firmament vzw, (t)Huis voor poppen-, figuren-, en objectentheater. Paul Contryn, de kleinzoon van Jef Contryn, werd voorzitter.
In 2005 startte Het Firmament een grootschalig en diepgaand onderzoek met als doel het in kaart brengen van het erfgoed van figurentheater en de toekomst ervan te verzekeren in een (t)Huis voor figurentheater. De eerste werknemer kwam vast in dienst en Het Firmament werd erkend als koepelorganisatie voor figurentheater (2007, Decreet op de volkscultuur). Het vaak vergeten erfgoed herwaarderen en op een aantrekkelijke manier inzetten in de hedendaagse cultuur waren belangrijke uitgangspunten van het onderzoek. Figurentheatercollecties en -archieven uit Vlaanderen werden in de periode 2005-2009 geregistreerd en geïnventariseerd, maar ook de vaardigheden en getuigenissen van verschillende sleutelfiguren - 'levende dragers' of living human treasures (cf. UNESCO). De resultaten van dit onderzoek werden in 2009 gebundeld in het boek De boom op het dak. Verdiepingen in het figurentheatererfgoed en vormden de basis voor de erkenning van Het Firmament als landelijk expertisecentrum voor figurentheatererfgoed in het kader van het Cultureel-erfgoeddecreet (2009-2011).

### 2009 - Landelijk expertisecentrum voor figurentheatererfgoed
Als landelijk expertisecentrum voor figurentheatererfgoed werkte Het Firmament meer en meer een duidelijk erfgoedbeleid uit. Verschillende tentoonstellingen, projecten en workshopreeksen volgden elkaar op en er ging steeds meer zorg uit naar het behoud en beheer van het figurentheatererfgoed in Vlaanderen, waaronder de diverse spel- en maaktechnieken.
Dergelijk immaterieel erfgoed - de verhalen, speelstijlen, manipulatietechnieken en anekdotes - zijn van onschatbare waarde voor het medium. Zo werden de tentoonstellingen steeds (inter)actief opgevat: ze werden doorspekt met live theater en mogelijkheden om zelf te spelen en te beleven. In de workshops van Het Firmament onderzochten de deelnemers de meest boeiende en relevante speelstijlen, zodat dat immaterieel erfgoed ook daar doorgegeven werd aan een nieuwe generatie theatermakers.
Het Firmament realiseerde bovendien verschillende socio-artistieke projecten, met figurentheater als middel om tal van doelgroepen te bereiken, en innovatieve erfgoedprojecten zoals de figurentheatergame Wireless Puppetry, met poppen in de hoofdrol.

### 2012 - Landelijk expertisecentrum voor het cultureel erfgoed van de podiumkunsten
Het Firmament werd erkend als landelijk expertisecentrum voor het cultureel erfgoed van de podiumkunsten (2012-2016). 
De landelijke expertisecentra zijn een aparte categorie van organisaties die gesubsidieerd worden door de Vlaamse Overheid binnen het cultureel-erfgoeddecreet. Vanuit vier thematische werkdomeinen bouwde Het Firmament telkens expertise op, om te vertalen naar een dienstverlening op maat van de verschillende doelgroepen die in aanraking komen met podiumkunstenerfgoed. Dit om het waardevolle erfgoed levend te houden voor volgende generaties.
Als expertisecentrum voor het cultureel erfgoed van de podiumkunsten ondersteunde en inspireerde Het Firmament onder meer het kunstenveld, erfgoedactoren en academici met het oog op een duurzame, reflectieve en hedendaagse omgang met het erfgoed van theater en dans. Alle professionals én amateurspelers uit de podiumkunsten, performers, critici, lesgevers en wetenschappers, maar ook al wie binnen de erfgoedsector met het erfgoed van theater of dans in aanraking komt - professionelen én vrijwilligers - konden bij Het Firmament terecht. De kennis en expertise over het erfgoed van figurentheater, opgebouwd sinds de oprichting in 1968, gold als belangrijk uitgangspunt om de brug te slaan naar alle podiumkunsten.

## Missie
Het Firmament reikte inzichten, methoden en instrumenten aan, gebaseerd op de noden in het veld en op eigen onderzoek, complementair aan bestaande (inter)nationale kennis en kunde. Via projecten werden deze steeds verder verfijnd en ontwikkeld, en werd er gebouwd aan stimulerende ontmoetingsplekken op het kruispunt van kunsten en erfgoed, onderzoek en praktijk, traditie en experiment.
Het opbouwen van expertise gebeurde volgens vier thematische werkdomeinen, de basis voor de concrete dienstverlening over de omgang met de verschillende aspecten van het podiumkunstenerfgoed:
1. Archief- en collectiezorg voor podiumkunstenerfgoed
2. Lokalisatie en registratie van podiumkunstenerfgoed
3. Documenteren en doorgeven van immateriële aspecten van podiumkunstenerfgoed
4. Publieksgericht re-activeren van podiumkunstenerfgoed

## Werking
Het Firmament bouwde een dienstverlening uit voor het kunstenveld, erfgoedactoren en academici, professionals én amateurspelers uit de podiumkunsten, performers, critici, lesgevers en wetenschappers, kortom al wie binnen de erfgoedsector met het erfgoed van theater of dans in aanraking komt. Concreet bood het expertisecentrum:
- Praktische tips over de omgang met kostuums, decors, poppen, rekwisieten of andere objecten uit voorbije producties en over de zorg voor digitaal, analoog en papieren archief
- Advies op maat over podiumkunstenarchief of -collectie(s)
- Ideeën over publieksgerichte acties met sporen uit het theater- en dansverleden, bijvoorbeeld naar aanleiding van een jubileum
- Advies over het inzetten van vrijwilligers om archief of collectie(s) onder handen te nemen
- Tips over hoe je een traditie of gebruik, kennis of kunde binnen de podiumkunsten levend kan houden en doorgeven aan volgende generaties
- Inhoudelijke of historische duiding bij een podiumkunstenarchief of -collectie
- Informatie over waar je in Vlaanderen en Brussel bepaalde archieven of collecties uit de podiumkunsten kan vinden
- Hulp bij de zoektocht naar een nieuwe bewaarplaats voor je archief of collectie(s)
- Doorverwijzing naar experten op het vlak van podiumkunstenerfgoed
- Een uitgebreide biblio- en filmografie